# Tubiluchidae
Tubiluchidae — сучасна родина приапулід.

## Класифікація
Родина містить 2 сучасних і 2 викопних роди:
- Meiopriapulus Morse, 1981
- Tubiluchus van der Land, 1968
- '†Lecythioscopa Conway Morris, 1977
- †Paratubiluchus Han, Shu, Zhang, & Liu, 2004